# Torneo Clausura 2003 (Chile)
El Campeonato Nacional de Clausura BancoEstado de Primera División de Fútbol Profesional, año 2003 fue el segundo y último torneo de la temporada 2003 de la primera división chilena de fútbol. El torneo comenzó el 25 de julio de 2003 y terminó el 21 de diciembre de dicho año. El campeón fue Cobreloa, que a su vez logra el primer bicampeonato de su historia. El subcampeón fue Colo-Colo, que clasificó a la Copa Libertadores 2004, no solo por ser Chile 2, sino que también por jugar la final de este torneo con Cobreloa, equipo que le ganó la final del torneo anterior.
Se jugó en modalidad mexicana, es decir, se formaron cuatro grupos de cuatro; y se enfrentaron todos contra todos en cada grupo, en una Fase Clasificatoria. Los dos primeros de cada grupo accedieron a los play-offs o sistema de eliminación directa en donde los equipos jugaron en cuartos de final, semifinal y final (partidos de ida y vuelta).
El triunfo de Cobreloa marco un hito en el fútbol chileno, no solo por convertirse en el cuarto equipo en conseguir títulos de forma consecutiva (después de Magallanes, Universidad de Chile y Colo Colo) sino que es hasta el día de hoy el único equipo en ser campeón frente a Colo Colo en el Estadio Monumental.

## Equipos por región
| Región               | N.º | Equipos                                                                                           |
| -------------------- | --- | ------------------------------------------------------------------------------------------------- |
| Región Metropolitana | 6   | Audax Italiano, Colo-Colo, Palestino, Unión Española, Universidad Católica y Universidad de Chile |
| Valparaíso           | 2   | Santiago Wanderers y Unión San Felipe                                                             |
| Biobío               | 2   | Huachipato y Universidad de Concepción                                                            |
| Antofagasta          | 1   | Cobreloa                                                                                          |
| Atacama              | 1   | Cobresal                                                                                          |
| Coquimbo             | 1   | Coquimbo Unido                                                                                    |
| Maule                | 1   | Rangers                                                                                           |
| Araucanía            | 1   | Deportes Temuco                                                                                   |
| Los Lagos            | 1   | Deportes Puerto Montt                                                                             |

|
| Audax Italiano Universidad de Chile Colo-Colo Universidad Católica Unión Española Palestino |

|}

## Fase Clasificatoria

### Desarrollo
La fase regular del torneo fue ganada por Universidad de Concepción, que de paso clasifica a la Copa Libertadores 2004 como Chile 3.

### Clasificación por grupos

#### Grupo A
| Pos | Equipo               | Pts | PJ | G | E | P  | GF | GC | DIF |
| --- | -------------------- | --- | -- | - | - | -- | -- | -- | --- |
| 1   | Universidad de Chile | 23  | 15 | 7 | 2 | 6  | 28 | 21 | +7  |
| 2   | Cobreloa             | 22  | 15 | 6 | 4 | 5  | 30 | 24 | +6  |
| 3   | Huachipato           | 20  | 15 | 6 | 2 | 7  | 30 | 33 | -3  |
| 4   | Deportes Temuco      | 10  | 15 | 3 | 1 | 11 | 18 | 38 | -20 |

#### Grupo B
| Pos | Equipo             | Pts | PJ | G | E | P | GF | GC | DIF |
| --- | ------------------ | --- | -- | - | - | - | -- | -- | --- |
| 1   | Colo-Colo          | 32  | 15 | 9 | 5 | 1 | 39 | 19 | +20 |
| 2   | Santiago Wanderers | 27  | 15 | 7 | 6 | 2 | 27 | 22 | +5  |
| 3   | Palestino          | 26  | 15 | 8 | 2 | 5 | 35 | 28 | +7  |
| 4   | Audax Italiano     | 17  | 15 | 5 | 2 | 8 | 15 | 22 | -7  |

#### Grupo C
| Pos | Equipo                | Pts | PJ | G | E | P  | GF | GC | DIF |
| --- | --------------------- | --- | -- | - | - | -- | -- | -- | --- |
| 1   | Unión Española        | 31  | 15 | 9 | 4 | 2  | 36 | 22 | +14 |
| 2   | Universidad Católica  | 20  | 15 | 6 | 2 | 7  | 22 | 24 | -2  |
| 3   | Deportes Puerto Montt | 15  | 15 | 5 | 0 | 10 | 23 | 34 | -11 |
| 4   | Coquimbo Unido        | 9   | 15 | 2 | 3 | 10 | 15 | 27 | -12 |

#### Grupo D
| Pos | Equipo                    | Pts | PJ | G | E | P | GF | GC | DIF |
| --- | ------------------------- | --- | -- | - | - | - | -- | -- | --- |
| 1   | Universidad de Concepción | 32  | 15 | 9 | 5 | 1 | 35 | 15 | +20 |
| 2   | Cobresal                  | 30  | 15 | 9 | 6 | 2 | 27 | 14 | 13  |
| 3   | Rangers                   | 21  | 15 | 6 | 1 | 8 | 20 | 36 | -16 |
| 4   | Unión San Felipe          | 15  | 15 | 3 | 3 | 9 | 22 | 33 | -11 |

### Tabla general
| Pos | Equipo                    | Pts | PJ | G | E | P  | GF | GC | DIF |
| --- | ------------------------- | --- | -- | - | - | -- | -- | -- | --- |
| 1   | Colo-Colo                 | 32  | 15 | 9 | 5 | 1  | 39 | 19 | 20  |
| 2   | Universidad de Concepción | 32  | 15 | 9 | 5 | 1  | 35 | 15 | 20  |
| 3   | Unión Española            | 31  | 15 | 9 | 4 | 2  | 36 | 22 | 14  |
| 4   | Cobresal                  | 30  | 15 | 9 | 6 | 2  | 27 | 14 | 13  |
| 5   | Santiago Wanderers        | 27  | 15 | 7 | 6 | 2  | 27 | 22 | 5   |
| 6   | Palestino                 | 26  | 15 | 8 | 2 | 5  | 35 | 28 | 7   |
| 7   | Universidad de Chile      | 23  | 15 | 7 | 2 | 6  | 28 | 21 | 7   |
| 8   | Cobreloa                  | 22  | 15 | 6 | 4 | 5  | 30 | 24 | 6   |
| 9   | Rangers                   | 21  | 15 | 6 | 1 | 8  | 20 | 36 | -16 |
| 10  | Universidad Católica      | 20  | 15 | 6 | 2 | 7  | 22 | 24 | -2  |
| 11  | Huachipato                | 20  | 15 | 6 | 2 | 7  | 30 | 33 | -3  |
| 12  | Audax Italiano            | 17  | 15 | 5 | 2 | 8  | 15 | 22 | -7  |
| 13  | Deportes Puerto Montt     | 15  | 15 | 5 | 0 | 10 | 23 | 34 | -11 |
| 14  | Unión San Felipe          | 15  | 15 | 3 | 3 | 9  | 22 | 33 | -11 |
| 15  | Deportes Temuco           | 10  | 15 | 3 | 1 | 11 | 18 | 38 | -20 |
| 16  | Coquimbo Unido            | 9   | 15 | 2 | 3 | 10 | 15 | 27 | -12 |

### Repechaje
Jugado en partido único. En negrita el equipo clasificado a sextos de final.
| Llave | Equipo local          | Equipo visitante | Resultado |
| ----- | --------------------- | ---------------- | --------- |
| R1    | Deportes Puerto Montt | Audax Italiano   | 2 - 2     |

Pese al empate Audax Italiano clasifica por estar mejor ubicado en la tabla general.

## Sextos de final
Se jugaron entre el 21 de noviembre y el 1 de diciembre de 2003. En la tabla se muestran los equipos según la localía en el partido de ida. En negrita los equipos clasificados a cuartos de final. Cobresal y Santiago Wanderers clasificaron a cuartos de final como mejores perdedores. 
| Equipo local         | Equipo visitante          | Ida   | Vuelta | Puntos              |
| -------------------- | ------------------------- | ----- | ------ | ------------------- |
| Rangers              | Universidad de Concepción | 2 - 2 | 1 - 3  | 1- 4                |
| Cobreloa             | Universidad de Chile      | 3 - 2 | 3 - 1  | 6 - 0               |
| Cobresal             | Palestino                 | 0 - 0 | 1 - 2  | 1 - 4               |
| Audax Italiano       | Colo-Colo                 | 0 - 0 | 1 - 4  | 1 - 4               |
| Huachipato           | Unión Española            | 1 - 2 | 2 - 3  | 0 - 6               |
| Universidad Católica | Santiago Wanderers        | 4 - 1 | 1 - 2  | 3 - 3 4 - 2 penales |

## Cuartos de final
Se jugaron entre el 3 de diciembre y el 7 de diciembre de 2003. En la tabla se muestran los equipos acorde a la localía en el partido de ida. En negrita los equipos clasificados a semifinales.
| Equipo local         | Equipo visitante          | Ida   | Vuelta        | Puntos             |
| -------------------- | ------------------------- | ----- | ------------- | ------------------ |
| Cobreloa             | Unión Española            | 4 - 1 | 4 - 2         | 6 - 0              |
| Cobresal             | Universidad de Concepción | 2 - 1 | 1 - 5 (1 - 0) | 3 - 3 (gol de oro) |
| Palestino            | Santiago Wanderers        | 1 - 1 | 1 - 1 (0 - 2) | 3 - 3 (penales)    |
| Universidad Católica | Colo-Colo                 | 1 - 2 | 0 - 0         | 1 - 4              |

## Semifinales
Se jugaron entre el 10 de diciembre y el 14 de diciembre de 2003. En la tabla se muestran los equipos según la localía en el partido de ida. En negrita los equipos clasificados a la final. 
| Equipo local | Equipo visitante   | Ida   | Vuelta | Puntos |
| ------------ | ------------------ | ----- | ------ | ------ |
| Cobresal     | Colo-Colo          | 1 - 1 | 0 - 2  | 1 - 4  |
| Cobreloa     | Santiago Wanderers | 2 - 0 | 0 - 0  | 4 - 1  |

## Final
| 17 de diciembre de 2003 | Cobreloa                          | 2:2 (0:0) | Colo-Colo                  | Estadio Municipal de Calama, Calama                               |                                                                   |
|                         | González 52' · Cornejo 80' (pen.) |           | 75' Espina · 90' Henríquez | Asistencia: 7,633 espectadores Árbitro(s): Carlos Chandía (Chile) | Asistencia: 7,633 espectadores Árbitro(s): Carlos Chandía (Chile) |

| 21 de diciembre de 2003 | Colo-Colo     | 1:2 (0:1) | Cobreloa                   | Estadio Monumental, Santiago                                     |                                                                  |
|                         | Fernández 81' |           | 41' Fuentes · 70' González | Asistencia: 35.000 espectadores Árbitro(s): Rubén Selmán (Chile) | Asistencia: 35.000 espectadores Árbitro(s): Rubén Selmán (Chile) |

## Campeón
|  | Cobreloa 7º Título |

## Goleadores
| Jugador                                 | Jugador              | Goles | Equipo                |
| --------------------------------------- | -------------------- | ----- | --------------------- |
| Bandera de Uruguay                      | Gustavo Biscayzacú   | 21    | Unión Española        |
| Bandera de Chile                        | José Luis Villanueva | 14    | Palestino             |
| Bandera de Chile                        | Manuel Neira         | 13    | Colo-Colo             |
| Bandera de Chile                        | Juan Quiroga         | 13    | Cobresal              |
| Bandera de Chile                        | Héctor Mancilla      | 11    | Huachipato            |
| Bandera de Argentina · Bandera de Chile | Diego Rivarola       | 11    | Universidad de Chile  |
| Bandera de Chile                        | Joel Estay           | 11    | Palestino             |
| Bandera de Chile                        | Patricio Galaz       | 10    | Cobreloa              |
| Bandera de Argentina                    | Fernando Rodríguez   | 9     | Cobresal              |
| Bandera de Chile                        | Marcelo Corrales     | 9     | Deportes Puerto Montt |